# Зубак
Зубак (слч. Zubák) насељено је мјесто са административним статусом сеоске општине (слч. obec) у округу Пухов, у Тренчинском крају, Словачка Република.

## Становништво
| Година:    | 1994. | 2004.   | 2014.   | 2024.   |
| ---------- | ----- | ------- | ------- | ------- |
| Број људи: | 917   | 916     | 860     | 830     |
| Разлика:   |       | -0,10 % | -6,11 % | -3,48 % |

| Година:    | 2023. | 2024.   |
| ---------- | ----- | ------- |
| Број људи: | 838   | 830     |
| Разлика:   |       | -0,95 % |

Према подацима о броју становника из 2024. године насеље је имало 830 становника.